# Prisão de Lao Bao
Lao Bao (em vietnamita: Lao Bảo) é uma prisão situada no Lao Bao, Vietnã. Foi construída em 1896, com capacidade para abrigar 250 detentos, e foi a primeira prisão erigida em Aname, o protetorado francês na região. Durante sua primeira década de existência, dobrou de tamanho como a prisão provincial, e então começou a abrigar predominantemente condenados por trabalhos forçados após o movimentos anti-impostos de 1908. Comumente detinha pouco menos de 100 prisioneiros por dia antes dos anos 1920, mas o número aumentou para uma média de 200 ao longo dos anos 1930.